# Liste des plus grandes entreprises bretonnes
Cet article répertorie les classements par année des plus grandes entreprises bretonnes par chiffre d'affaires.

## 2012
| Rang | Nom                        | Siège social        | Département     | Chiffre d'affaires (€) | Bénéfice (€) | Employés | Branche                    | Fondation | Filiale de:        | Directeur            | Évolution 2009 |
| ---- | -------------------------- | ------------------- | --------------- | ---------------------- | ------------ | -------- | -------------------------- | --------- | ------------------ | -------------------- | -------------- |
| 1.   | Groupe Bolloré,            | Ergué-Gabéric       | Finistère       | 10 185 837 000         | 804 338 000  | 55 000   | Diversifiée                | 1926      |                    | Vincent Bolloré      | (=)            |
| 2.   | Groupe Bigard              | Quimperlé           | Finistère       | 4 400 000 000          | ?            | 15 000   | Agroalimentaire            | 1968      |                    | Jean-Paul Bigard     | (=)            |
| 3.   | Groupe Roullier            | Saint-Malo          | Ille-et-Vilaine | 3 100 000 000          | ?            | 6 400    | Chimie                     | 1959      |                    | Daniel Roullier      | (+9)           |
| 4.   | Triskalia ,                | Landerneau          | Finistère       | 2 300 000 000          | 11 400 000   | 4 200    | Agroalimentaire            | 2010      |                    | Denis Manac’h        | (E)            |
| 5.   | Groupe Yves Rocher,        | La Gacilly          | Morbihan        | 2 200 000 000          | ?            | 15 000   | Cosmétiques                | 1959      |                    | Yves Rocher          | (-2)           |
| 6.   | Cooperl Arc Atlantic,      | Lamballe            | Côtes-d'Armor   | 2 080 000 000          | 6 000 000    | 4 800    | Agroalimentaire            | 1992      |                    | Guy Dartois          | (-1)           |
| 7.   | Groupe CECAB,              | Theix               | Morbihan        | 2 000 000 000          | ?            | 7 000    | Agroalimentaire            | 1968      |                    | Jean-Michel Jannez   | (+4)           |
| 8.   | Groupe Even ,              | Ploudaniel          | Finistère       | 1 990 000 000          | 18 300 000   | 5 240    | Agroalimentaire            | 1930      |                    | Christian Couilleau  | (-1)           |
| 9.   | Groupe Glon                | Saint-Gérand        | Morbihan        | 1 800 000 000          | ?            | 4 163    | Agroalimentaire            | 1961      | Sofiprotéol        | Alain Glon           | (-3)           |
| 10.  | Samsic                     | Cesson-Sévigné      | Ille-et-Vilaine | 1 490 000 000          | ?            | 70 000   | Service aux entreprises    | 1986      |                    | Christian Roulleau   | (-1)           |
| 11.  | SVA Jean Rozé              | Vitré               | Ille-et-Vilaine | 1 400 000 000          | ?            | 3 650    | Agroalimentaire            | 1955      | Intermarché        | Dominique Langlois   | (+7)           |
| 12.  | Groupe Beaumanoir ,        | Saint-Malo          | Ille-et-Vilaine | 1 235 000 000          | ?            | 6 398    | Prêt à porter              | 1991      |                    | Roland Beaumanoir    | (+4)           |
| 13.  | Groupe SIPA - Ouest-France | Rennes              | Ille-et-Vilaine | 1 120 000 000          | 7 000 000    | 8 000    | Média                      | 1944      |                    | François-Régis Hutin | (-3)           |
| 14.  | Kermené,                   | Saint-Jacut-du-Mené | Côtes-d'Armor   | 850 000 000            | ?            | 2 400    | Agroalimentaire            | 1966      | E.Leclerc          | Jacques Le Gall      | (+6)           |
| 15.  | Loxam,                     | Lorient             | Morbihan        | 828 000 000            | 50 000 000   | 4 300    | Location de matériel BTP   | 1967      |                    | Gérard Deprez        | (+2)           |
| 16.  | Scarmor                    | Landerneau          | Finistère       | 671 734 864            | ?            | ?        | Centrale d'achats          | 1967      | E.Leclerc          | Rémy Jestin          | (E)            |
| 17.  | Cerp Bretagne Nord         | Saint-Brieuc        | Côtes-d'Armor   | 634 558 000            | ?            | 600      | Répartition pharmaceutique | 1978      |                    | Ronan Rayssiguier    | (+2)           |
| 18.  | Groupe Doux ,              | Châteaulin          | Finistère       | 530 000 000            | ?            | 2 380    | Agroalimentaire            | 1955      |                    | Charles Doux         | (-10)          |
| 19.  | Aveltis,                   | Landivisiau         | Finistère       | 513 000 000            | 23 000 000   | 150      | Agroalimentaire            | 2010      |                    | Philippe Bizien      | (E)            |
| 20.  | Combustibles de l'Ouest    | Vern-sur-Seiche     | Ille-et-Vilaine | 490 220 645            | −542 000     | 403      | Énergie                    | 1974      | Total (entreprise) | Philippe Amblard     | (E)            |

## 2009
| Rang | Nom                        | Siège social        | Département     | Chiffre d'affaires (€) | Bénéfice (€) | Employés | Branche                    | Date de création | Directeur            | Filiale de:    | Évolution CA 2008 | Évolution classement 2008 |
| 1.   | Groupe Bolloré             | Ergué-Gabéric       | Finistère       | 6 011 000 000          | 94 465 000   | 33010    | Transport                  | 1926             | Vincent Bolloré      | -              | -17,9 %           |                           |
| 2.   | Groupe Bigard              | Quimperlé           | Finistère       | 4 500 000 000          | nc           | 10000    | Alimentation               | 1968             | Jean-Paul Bigard     | -              | +80,0 %           | (+1)                      |
| 3.   | Groupe Yves Rocher         | La Gacilly          | Morbihan        | 1 934 412 000          | 48 427 000   | 15000    | Cosmétiques                | 1959             | Yves Rocher          | -              | -2,8 %            | (+3)                      |
| 4.   | Coopagri Bretagne          | Landerneau          | Finistère       | 1 623 000 000          | -            | 4300     | Agroalimentaire            | 1942             | Denis Manac'h        | -              | -16,8 %           | (+3)                      |
| 5.   | Cooperl Arc Atlantic       | Lamballe            | Côtes-d'Armor   | 1 460 625 000          | 11 182 000   | 2600     | Agroalimentaire            | 1992             | Guy Dartois          | -              | -14,3 %           | (+4)                      |
| 6.   | Groupe Glon                | Saint-Gérand        | Morbihan        | 1 440 000 000          | nc           | 3440     | Agroalimentaire            | 1961             | Alain Glon           | -              | -4,0 %            | (+4)                      |
| 7.   | Groupe Even                | Ploudaniel          | Finistère       | 1 400 000 000          | nc           | 4800     | Agroalimentaire            | 1930             | Christian Couilleau  | -              | +23,6 %           | (+7)                      |
| 8.   | Groupe Doux                | Châteaulin          | Finistère       | 1 308 863 000          | 12 000 000   | 10318    | Agroalimentaire            | 1955             | Charles Doux         | -              | -16,0 %           | (E)                       |
| 9.   | Samsic                     | Cesson-Sévigné      | Ille-et-Vilaine | 1 300 000 000          | nc           | 54000    | Services                   | 1986             | Christian Roulleau   | -              | +4,0 %            | (E)                       |
| 10.  | Groupe SIPA - Ouest-France | Rennes              | Ille-et-Vilaine | 1 200 000 000          | nc           | 8000     | Presse                     | 1944             | François-Régis Hutin | -              | nc                | (E)                       |
| 11.  | Groupe CECAB               | Theix               | Morbihan        | 1 146 000 000          | 21 300 000   | 4900     | Agroalimentaire            | 1968             | Jean-Michel Jannez   | -              | 21,0 %            | (1)                       |
| 12.  | Groupe Roullier            | Saint-Malo          | Ille-et-Vilaine | 1 105 000 000          | nc           | 6000     | Chimie                     | 1959             | Daniel Roullier      | -              | -44,9 %           | (8)                       |
| 13.  | InVivo NSA                 | Vannes              | Morbihan        | 1 081 900 000          | nc           | 4230     | Alimentation animale       | 1962             | Patrice Gollier      | -              | -1,4 %            | (2)                       |
| 14.  | Bolloré Energie            | Ergue-Gaberic       | Finistère       | 1 050 454 000          | 21 988 000   | 645      | Distribution               | 1962             | Pacifique Le Clere   | Groupe Bolloré | -29,9 %           | (3)                       |
| 15.  | Ubisoft                    | Rennes              | Ille-et-Vilaine | 871 000 000            | 43 672 000   | 6402     | Édition de logiciel        | 1986             | Yves Guillemot       | -              | -17,7 %           | (2)                       |
| 16.  | Groupe Beaumanoir          | Saint-Malo          | Ille-et-Vilaine | 857 600 000            | nc           | 5550     | Prêt à porter              | 1991             | Roland Beaumanoir    | -              | +34,0 %           | (E)                       |
| 17.  | Loxam                      | Lorient             | Morbihan        | 697 642 000            | 2 800 000    | 3900     | Location de matériel BTP   | 1967             | Gérard Deprez        | -              | -17,7 %           | (2)                       |
| 18.  | SVA Jean Rozé              | Vitré               | Ille-et-Vilaine | 695 118 000            | 14 175 000   | 2040     | Agroalimentaire            | 1955             | Dominique Langlois   | Intermarché    | nc                | (E)                       |
| 19.  | Cerp Bretagne Nord         | Saint-Brieuc        | Côtes-d'Armor   | 682 595 000            | 1 450 000    | 2400     | Répartition pharmaceutique | 1938             | Daniel Galas         | -              | +2,1 %            | (E)                       |
| 20.  | Kermené                    | Saint-Jacut-du-Mené | Côtes-d'Armor   | 630 052 000            | 6 524 000    | 2945     | Agroalimentaire            | 1966             | Jacques Le Gall      | E.Leclerc      | +5,9 %            | (E)                       |

## 2008
| Rang | Nom                        | Siège social         | Département     | Chiffre d'affaires (€) | Bénéfice (€) | Employés | Branche                  | Directeur           | Évolution CA 2007 |
| 1.   | Groupe Bolloré             | Ergué-Gabéric        | Finistère       | 7 325 578 000          | 50 344 000   | 33985    | Transport                | Vincent Bolloré     | +14,5 %           |
| 2.   | Peugeot Citroen Rennes     | Chartres-de-Bretagne | Ille-et-Vilaine | 3 348 183 000          | 78 588 000   | 6900     | Automobile               | Jean-Marie Dailland | +10 %             |
| 3.   | Groupe Bigard              | Quimperlé            | Finistère       | 2 500 000 000          | nc           | 10000    | Alimentation             | Jean-Paul Bigard    | nc                |
| 4.   | Groupe Roullier            | Saint-Malo           | Ille-et-Vilaine | 2 006 000 000          | nc           | 6300     | Chimie                   | Henri Boyer         | +39,7             |
| 5.   | Suravenir                  | Brest                | Finistère       | 2 000 000 000          | 86 800 000   | nc       | Assurances               | Arnaud Giraudon     | -26 %             |
| 6.   | Groupe Yves Rocher         | La Gacilly           | Morbihan        | 1 991 479 000          | 70 549 000   | 15000    | Cosmétiques              | Yves Rocher         | +1,5 %            |
| 7.   | Coopagri Bretagne          | Landerneau           | Finistère       | 1 951 000 000          | 70 549 000   | 4300     | Alimentation             | Denis Manac'h       | +36,9 %           |
| 8.   | Groupe Doux                | Châteaulin           | Finistère       | 1 719 486 000          | -12 255 000  | 12389    | Alimentation             | Charles Doux        | +13,3 %           |
| 9.   | Cooperl Arc Atlantic       | Lamballe             | Côtes-d'Armor   | 1 700 000 000          | 1 300 000    | 2600     | Alimentation             | Guy Dartois         | +56,1 %           |
| 10.  | Groupe Glon                | Saint-Gérand         | Morbihan        | 1 500 000 000          | nc           | 3900     | Alimentation             | Alain Glon          | +2,7 %            |
| 11.  | Bolloré Energie            | Ergué-Gabéric        | Finistère       | 1 498 550 000          | 6 793 000    | 645      | Distribution             | Pacifique Le Clere  | nc                |
| 12.  | Groupe CECAB               | Theix                | Morbihan        | 1 290 200 000          | 22 700 000   | 5000     | Alimentation             | Jean-Michel Jannez  | -10,4 %           |
| 13.  | Entremont Alliance-Unicopa | Morlaix              | Finistère       | 1 192 933 000          | 1 100 000    | 5600     | Alimentation             | Gilles Bars         | -14,8 %           |
| 14.  | Groupe Even                | Ploudaniel           | Finistère       | 1 132 266 000          | nc           | 3300     | Alimentation             | Guy Le Bars         | +5,8 %            |
| 15.  | Evialis                    | Saint-Nolff          | Morbihan        | 1 097 076 000          | - 659 000    | 4568     | Alimentation             | Patrice Golier      | +44,5 %           |
| 16.  | Arkéa                      | Brest                | Finistère       | 1 081 530 000          | 51 162 000   | 7341     | Banque                   | Jacques Kergoat     | -12,2 %           |
| 17.  | Ubisoft                    | Rennes               | Ille-et-Vilaine | 1 057 900 000          | 68 800 000   | 5765     | Édition de logiciel      | Yves Guillemot      | +14 %             |
| 18.  | GAD                        | Lampaul-Guimiliau    | Finistère       | 900 000 000            | nc           | nc       | Alimentation             | Stéphane Fargeas    | nc                |
| 19.  | Loxam                      | Lorient              | Morbihan        | 847 700 000            | 37 100 000   | 4400     | Location de matériel BTP | Gérard Deprez       | +14,9 %           |
| 20.  | Legris Industries          | Rennes               | Ille-et-Vilaine | 745 000 000            | 22 600 000   | 2800     | Equipement industriel    | Erwan Taton         | +5,1 %            |